# Fondation Berliet
Die Fondation Berliet ist eine gemeinnützige Stiftung, die das kulturelle Erbe des Kraftfahrzeugherstellers Berliet im Speziellen wie auch der französischen Kraftfahrzeugindustrie im Allgemeinen bewahren soll.

## Allgemeines, Geschichte
Die Fondation Berliet wurde im Januar 1982 von den Nachkommen des Unternehmensgründers Marius Berliet sowie von Renault Trucks gegründet, also dem Unternehmen, das 1980 die Geschäfte der Marke Berliet übernommen hatte. Das Stiftungsvermögen wurde 1988 zum Monument Historique erklärt.
Die Fondation gliedert sich in zwei Hauptbereiche: Das Conservatoire und das Archiv.

## Das Conservatoire
Das Conservatoire befindet sich ca. 30 km nordöstlich von Lyon in Frankreich am Südrand des Ortes Le Montellier. Es besteht aus mehreren Hallen mit einer Gesamtfläche von 7200 m², in denen ca. 210 Kraftfahrzeuge, in der Mehrzahl Lkw, ausgestellt und aufbewahrt werden. Neben etlichen Lkw und Omnibussen (zu etwa 50 % der Marke Berliet) umfasst die Sammlung etwa 20 Pkw von Berliet sowie eine Halle voller Motoren. Bis auf ganz wenige Exemplare sind die aufbewahrten Stücke französischen Ursprungs.
Das Conservatoire versteht sich nicht als Museum, sondern als Studiensammlung zur Geschichte der französischen Kraftfahrzeuge und ihrer Technik. Es ist daher nur selten für die Öffentlichkeit und nur unter Führung zugänglich. Datum und Zeit von Führungen werden auf der Webseite der Fondation bekanntgegeben.

## Das Archiv
Das Archiv befindet sich am Ostrand von Lyon in der von einem Park mit alten Bäumen umgebenen ehemaligen Villa der Familie Berliet. Der Gründer des Unternehmens, Marius Berliet, ließ das Haus 1911 im Jugendstil errichten. Das Archiv umfasst ca. 2600 Regalmeter an Unterlagen zur Geschichte der Marken Berliet, Saviem und Renault, eine einschlägige Fachbibliothek sowie über 150.000 Photos. Es liegt in der 39 Avenue Esquirol in Villeurbanne in der Métropole de Lyon. Zur Benutzung ist eine vorherige Anmeldung erforderlich. Tarife sowie Formulare für Anfragen und Anmeldungen befinden sich auf der Webseite der Fondation.

## Sonstiges
Die Fondation Berliet beteiligt sich mit ihren Fahrzeugen an Veteranentreffen und Ausstellungen wie z. B. der Rétromobile. Sie gibt Leihgaben an andere Museen wie z. B. das Musée de la Grande Guerre in Meaux.
Sie gibt vierteljährlich ein 16-seitiges Informationsheft im DIN-A4-Format mit dem Titel Fondation Berliet - La Lettre heraus. Das Archiv und dessen Mitarbeiter sind als Herausgeber von mehreren Fachpublikationen zur französischen Automobilgeschichte und insbesondere zur Geschichte von Berliet bekannt.